# Vice Verses
Vice Verses é o oitavo álbum de estúdio da banda norte-americana de rock alternativo Switchfoot, lançado em setembro de 2011. Até novembro de 2013, o álbum vendeu 188,000 cópias nos Estados Unidos.

## Antecedentes
A faixa-título "Vice Verses" foi apresentada pela primeira vez por Jon Foreman em um show acústico beneficente em 12 de abril de 2009. Foreman afirmou ao público que a música não estava programada para ser lançada no próximo disco do Switchfoot, Hello Hurricane, mas que apareceria no disco seguinte, dizendo: "Isso não vai estar nesse disco, vai estar no próximo... Acho que é o título do próximo." Em 23 de abril de 2009, o Switchfoot anunciou oficialmente via Twitter que o álbum que seria lançado após Hello Hurricane seria intitulado Vice Verses. Esse anúncio veio na esteira de uma postagem no Twitter em que a banda disse que havia gravado quatro álbuns de material durante as sessões do Hurricane e pretendia lançar os discos um a um.

## Produção
Em outubro de 2009, Foreman disse que a maioria das músicas estava pronta e que "se o próximo álbum fosse lançado hoje, se chamaria Vice Verses". No entanto, não se ouviu mais nada sobre o projeto até julho de 2010, quando Jon Foreman e o guitarrista Drew Shirley disseram que a banda pretendia concluir Vice Verses até o verão de 2011. Em várias ocasiões durante o verão, a banda afirmou que cogitou um álbum duplo, mas acabaram decidindo reduzir o projeto para um disco único.

## Faixas
1. "Afterlife" – 3:37
2. "The Original" - 3:15
3. "The War Inside" - 3:39
4. "Restless" - 5:18
5. "Blinding Light" - 4:17
6. "Selling the News" - 3:35
7. "Thrive" - 5:12
8. "Dark Horses" - 3:59
9. "Souvenirs" - 4:15
10. "Rise Above It" - 3:33
11. "Vice Verses" - 5:08
12. "Where I Belong" - 6:53

## Desempenho nas paradas
| Parada (2011)                | Melhor posição |
| ---------------------------- | -------------- |
| New Zealand Albums Chart     | 35             |
| US Billboard 200             | 8              |
| Billboard Christian Albums   | 1              |
| Billboard Rock Albums        | 3              |
| Billboard Alternative Albums | 3              |
| Billboard Digital Albums     | 5              |

| Parada (2011)                     | Melhor posição |
| --------------------------------- | -------------- |
| US Billboard Top Rock Albums      | 72             |
| US Billboard Top Christian Albums | 20             |
| Parada (2012)                     | Melhor posição |
| US Billboard Top Christian Albums | 19             |